# Eishockey-Weltmeisterschaft der Junioren 1994
Die Spiele der 18. Junioren-A-Weltmeisterschaft im Jahre 1994 fanden im Zeitraum vom 26. Dezember 1993 bis zum 4. Januar 1994 in Tschechien, statt. Die B-Gruppe wurde in Bukarest, Rumänien, die Qualifikation zur C-WM in Nitra und Nové Zámky, Slowakei, ausgespielt und die C-Gruppe in Esbjerg und Odense, Dänemark.
Insgesamt nahmen 24 Mannschaften teil, hinzu kamen noch vier weitere Mannschaften, die in der Qualifikation gescheitert waren. Aufgrund des Verzichtes Nordkoreas in der C-Gruppe konnten zwei Qualifikanten an der C-WM teilnehmen. Weltmeister wurde zum siebten Mal die U20-Auswahl Kanadas.

## A-Weltmeisterschaft
Die Weltmeisterschaft der Junioren wurde vom 26. Dezember 1993 bis zum 4. Januar 1994 in Frýdek-Místek und Ostrava in Tschechien ausgetragen. Die Spiele fanden in der Víceúčelová sportovní hala (6.000 Plätze) und im Palác kultury a sportu (10.000 Plätze) statt.
Es nahmen acht Nationalmannschaften teil, die in einer Gruppe im Modus Jeder-gegen-jeden spielten und somit jeweils sieben Spiele absolvierten. Die kanadische Mannschaft wurde durch sechs Siege und einem Unentschieden vor Schweden und Russland zum zweiten Mal in Folge und insgesamt siebten Mal Weltmeister in dieser Altersklasse. Ausschlaggebend für den Titelgewinn war der 6:4-Sieg im abschließenden Gruppenspiel gegen Schweden.

### Austragungsorte
Die A-Gruppe der Weltmeisterschaft wurde in Frýdek-Místek und Ostrava ausgetragen.
| Frýdek-Místek |

| Ostrava |

| Frýdek-Místek |

| Ostrava |

### Modus
Zugelassen waren männliche Spieler unter 20 Jahren. Teilgenommen haben acht Mannschaften, die in einer gemeinsamen Gruppe je einmal gegen jeden Gruppengegner antraten. Weltmeister wurde der Gruppensieger. Der Letzte stieg in die B-Weltmeisterschaft ab.

### Spiele
| 26. Dezember 1993 | Kanada | 5:1 (2:1, 1:0, 2:0) | Schweiz | Víceúčelová sportovní hala, Frýdek-Místek |

| 26. Dezember 1993 | USA | 2:5 (0:2, 0:1, 2:2) | Finnland | Víceúčelová sportovní hala, Frýdek-Místek |

| 26. Dezember 1993 | Schweden | 4:1 (2:1, 1:0, 1:0) | Deutschland | Palác kultury a sportu, Ostrava |

| 26. Dezember 1993 | Tschechien | 1:5 (1:0, 0:5, 0:0) | Russland | Palác kultury a sportu, Ostrava |

| 27. Dezember 1993 | USA | 1:1 (0:0, 0:0, 1:1) | Schweiz | Víceúčelová sportovní hala, Frýdek-Místek |

| 27. Dezember 1993 | Tschechien | 3:7 (0:3, 2:2, 1:3) | Finnland | Víceúčelová sportovní hala, Frýdek-Místek |

| 27. Dezember 1993 | Schweden | 3:0 (0:0, 3:0, 0:0) | Russland | Palác kultury a sportu, Ostrava |

| 27. Dezember 1993 | Kanada | 5:2 (1:2, 2:0, 2:0) | Deutschland | Palác kultury a sportu, Ostrava |

| 29. Dezember 1993 | Tschechien | 6:0 (2:0, 0:0, 4:0) | Schweiz | Víceúčelová sportovní hala, Frýdek-Místek |

| 29. Dezember 1993 | Kanada | 3:3 (1:0, 1:0, 1:3) | Russland | Víceúčelová sportovní hala, Frýdek-Místek |

| 29. Dezember 1993 | Deutschland | 2:7 (1:3, 0:2, 1:2) | USA | Palác kultury a sportu, Ostrava |

| 29. Dezember 1993 | Schweden | 6:2 (1:1, 1:0, 4:1) | Finnland | Palác kultury a sportu, Ostrava |

| 30. Dezember 1993 | Schweden | 6:2 (1:0, 4:0, 1:2) | Schweiz | Víceúčelová sportovní hala, Frýdek-Místek |

| 30. Dezember 1993 | Russland | 4:3 (1:1, 3:2, 0:0) | USA | Víceúčelová sportovní hala, Frýdek-Místek |

| 30. Dezember 1993 | Tschechien | 6:2 (2:1, 0:1, 4:0) | Deutschland | Palác kultury a sportu, Ostrava |

| 30. Dezember 1993 | Finnland | 3:6 (1:1, 1:2, 1:3) | Kanada | Palác kultury a sportu, Ostrava |

| 1. Januar 1994 | Schweiz | 2:4 (1:2, 0:2, 1:0) | Finnland | Palác kultury a sportu, Ostrava |

| 1. Januar 1994 | Russland | 1:0 (0:0, 0:0, 1:0) | Deutschland | Palác kultury a sportu, Ostrava |

| 1. Januar 1994 | Tschechien | 4:6 (2:2, 1:1, 1:3) | Schweden | Víceúčelová sportovní hala, Frýdek-Místek |

| 1. Januar 1994 | Kanada | 8:3 (4:2, 2:0, 2:1) | USA | Víceúčelová sportovní hala, Frýdek-Místek |

| 2. Januar 1994 | Schweiz | 3:5 (0:1, 2:2, 1:2) | Russland | Víceúčelová sportovní hala, Frýdek-Místek |

| 2. Januar 1994 | Deutschland | 0:2 (0:1, 0:1, 0:0) | Finnland | Víceúčelová sportovní hala, Frýdek-Místek |

| 2. Januar 1994 | Schweden | 6:1 (2:0, 2:0, 2:1) | USA | Palác kultury a sportu, Ostrava |

| 2. Januar 1994 | Tschechien | 4:6 (1:2, 2:2, 1:2) | Kanada | Palác kultury a sportu, Ostrava |

| 4. Januar 1994 | Deutschland | 3:1 (0:0, 2:0, 1:1) | Schweiz | Palác kultury a sportu, Ostrava |

| 4. Januar 1994 | Russland | 5:4 (0:0, 3:2, 2:2) | Finnland | Víceúčelová sportovní hala, Frýdek-Místek |

| 4. Januar 1994 | Kanada | 6:4 (2:2, 3:0, 1:2) | Schweden | Palác kultury a sportu, Ostrava |

| 4. Januar 1994 | Tschechien | 7:3 (1:2, 3:1, 3:0) | USA | Víceúčelová sportovní hala, Frýdek-Místek |

### Abschlusstabelle
| Pl | Land        | Sp | S | U | N | Tore  | Punkte |
| -- | ----------- | -- | - | - | - | ----- | ------ |
| 1. | Kanada      | 7  | 6 | 1 | 0 | 39:20 | 13: 1  |
| 2. | Schweden    | 7  | 6 | 0 | 1 | 35:16 | 12: 2  |
| 3. | Russland    | 7  | 5 | 1 | 1 | 23:17 | 11: 3  |
| 4. | Finnland    | 7  | 4 | 0 | 3 | 27:24 | 08: 6  |
| 5. | Tschechien  | 7  | 3 | 0 | 4 | 31:29 | 06: 8  |
| 6. | USA         | 7  | 1 | 1 | 5 | 20:33 | 03:11  |
| 7. | Deutschland | 7  | 1 | 0 | 6 | 10:26 | 02:12  |
| 8. | Schweiz     | 7  | 0 | 1 | 6 | 10:30 | 01:13  |

### Beste Scorer
Abkürzungen: Sp = Spiele, T = Tore, V = Assists, Pkt = Punkte, SM = Strafminuten; Fett: Turnierbestwert
| Spieler          | Mannschaft | Sp | T | V | Pkt | SM |
| ---------------- | ---------- | -- | - | - | --- | -- |
| Niklas Sundström | Schweden   | 7  | 4 | 7 | 11  | 10 |
| Martin Gendron   | Kanada     | 7  | 6 | 4 | 10  | 6  |
| Yanick Dubé      | Kanada     | 7  | 5 | 5 | 10  | 10 |
| Rick Girard      | Kanada     | 7  | 6 | 3 | 9   | 2  |
| Mats Lindgren    | Schweden   | 7  | 5 | 4 | 9   | 2  |
| Jason Allison    | Kanada     | 7  | 3 | 6 | 9   | 2  |
| Saku Koivu       | Finnland   | 7  | 3 | 6 | 9   | 12 |
| Petr Sýkora      | Tschechien | 7  | 6 | 2 | 8   | 6  |
| Waleri Bure      | Russland   | 7  | 5 | 3 | 8   | 4  |
| Kenny Jönsson    | Schweden   | 7  | 3 | 5 | 8   | 8  |

### Beste Torhüter
Abkürzungen: Sp = Spiele, TOI = Eiszeit (in Minuten), GA = Gegentore, SO = Shutouts, Sv% = gehaltene Schüsse (in %), GAA = Gegentorschnitt; Fett: Turnierbestwert
| Spieler              | Team        | Sp | TOI | GA | SO | Sv%   | GAA  |
| -------------------- | ----------- | -- | --- | -- | -- | ----- | ---- |
| Jamie Storr          | Kanada      | 4  | 240 | 10 | 0  | 89,13 | 2,50 |
| Manny Fernandez      | Kanada      | 3  | 180 | 10 | 0  | 87,65 | 3,33 |
| Jewgeni Rjabtschikow | Russland    | 7  | 420 | 17 | 1  | 87,41 | 2,43 |
| Jussi Markkanen      | Finnland    | 3  | 180 | 9  | 1  | 86,96 | 3,00 |
| Marc Seliger         | Deutschland | 7  |     |    | 0  | 86,4  | 3,71 |

### Titel, Auf- und Abstieg
| Weltmeister Kanada | Jason Allison, Chris Armstrong, Drew Bannister, Jason Botterill, Joël Bouchard, Curtis Bowen, Anson Carter, Brandon Convery, Yanick Dubé, Manny Fernandez, Jeff Friesen, Aaron Gavey, Martin Gendron, Rick Girard, Todd Harvey, Bryan McCabe, Marty Murray, Michael Peca, Nick Stajduhar, Jamie Storr, Brent Tully, Brendan Witt Trainerstab: Perry Pearn, Jos Canale, Dave Siciliano                                                                      |
| Silber Schweden    | Johan Davidsson, Anders Eriksson, Jonas Forsberg, Edvin Frylén, Peter Gerhardsson, Johan Hagman, Mikael Håkanson, Peter Iversen, Daniel Johansson, Mathias Johansson, Kenny Jönsson, Mats Lindgren, Joakim Lundberg, Fredrik Modin, Mattias Öhlund, Roger Rosén, Peter Ström, Niklas Sundström, Per Svartvadet, Anders Söderberg, Dick Tärnström, Mattias Timander                                                                                         |
| Bronze Russland    | Maxim Bez, Jewgeni Bobariko, Sergei Brylin, Waleri Bure, Alexander Charlamow, Pawel Desjatkow, Sergei Kondraschkin, Denis Kusmenko, Konstantin Kusmitschow, Alexander Ossadtschi, Dmitri Podlegajew, Jewgeni Rjabtschikow, Nikolai Sawaruchin, Wadim Scharifjanow, Maxim Smelnizki, Ilja Staschenkow, Maxim Suschinski, Alexei Tschikalin, Wassili Turkowski, Oleg Twerdowski, Nikolai Zuligyn, Maxim Zwetkow Trainerstab: Gennadi Zygurow, Juri Moissejew |

| Absteiger:  | Schweiz |
| Aufsteiger: | Ukraine |

### Auszeichnungen
Spielertrophäen
| Auszeichnung       | Spieler          | Team     |
| ------------------ | ---------------- | -------- |
| Bester Torhüter    | Jamie Storr      | Kanada   |
| Bester Verteidiger | Kenny Jönsson    | Schweden |
| Bester Stürmer     | Niklas Sundström | Schweden |

All-Star-Team
| Angriff:      | David Výborný – Niklas Sundström – Waleri Bure |
| Verteidigung: | Kimmo Timonen – Kenny Jönsson                  |
| Tor:          | Jewgeni Rjabtschikow                           |

## B-Weltmeisterschaft
Die B-Gruppe der U20-Weltmeisterschaft wurde in Bukarest, Rumänien, ausgetragen.

### Spiele und Abschlusstabelle
| Team          | UKR | NOR | FRA | POL | ITA | AUT | JPN | ROM | Tore  | Punkte |
| ------------- | --- | --- | --- | --- | --- | --- | --- | --- | ----- | ------ |
| 1. Ukraine    |     | 4:3 | 5:1 | 7:0 | 2:1 | 5:2 | 3:0 | 9:3 | 35:10 | 14: 0  |
| 2. Norwegen   | 3:4 |     | 6:2 | 4:1 | 3:2 | 6:2 | 3:1 | 3:3 | 28:15 | 11: 3  |
| 3. Frankreich | 1:5 | 2:6 |     | 1:3 | 5:2 | 4:4 | 3:1 | 7:2 | 23:23 | 07: 7  |
| 4. Polen      | 0:7 | 1:4 | 3:1 |     | 3:0 | 2:4 | 5:4 | 1:6 | 15:26 | 06: 8  |
| 5. Italien    | 1:2 | 2:3 | 2:5 | 0:3 |     | 3:3 | 7:5 | 5:1 | 20:22 | 05: 9  |
| 6. Österreich | 2:5 | 2:6 | 4:4 | 4:2 | 3:3 |     | 3:4 | 3:3 | 21:27 | 05: 9  |
| 7. Japan      | 0:3 | 1:3 | 1:3 | 4:5 | 5:7 | 4:3 |     | 4:3 | 19:27 | 04:10  |
| 8. Rumänien   | 3:9 | 3:3 | 2:7 | 6:1 | 1:5 | 3:3 | 3:4 |     | 21:32 | 04:10  |

### Auf- und Abstieg
| Aufsteiger in die A-Gruppe:  | Ukraine  |
| Absteiger aus der A-Gruppe:  | Schweiz  |
| Absteiger in die C-Gruppe:   | Rumänien |
| Aufsteiger aus der C-Gruppe: | Slowakei |

### Topscorer
| Spieler               | Land       | Tore | Assists | Punkte |
| --------------------- | ---------- | ---- | ------- | ------ |
| Witalij Sementschenko | Ukraine    | 9    | 6       | 15     |
| Wadym Schachrajtschuk | Ukraine    | 7    | 8       | 15     |
| Jonas Larsen          | Norwegen   | 7    | 3       | 10     |
| Roberto Cazacu        | Rumänien   | 6    | 4       | 10     |
| Christoph Brandner    | Österreich | 7    | 2       | 9      |

### Auszeichnungen
Spielertrophäen
| Auszeichnung       | Spieler               | Team     |
| ------------------ | --------------------- | -------- |
| Bester Torhüter    | Kostjantyn Symtschuk  | Ukraine  |
| Bester Verteidiger | Anders Myrvold        | Norwegen |
| Bester Stürmer     | Witalij Sementschenko | Ukraine  |

## C-Weltmeisterschaft
Das Turnier der C-Gruppe wurde in Esbjerg und Odense, Dänemark, ausgespielt.

### Qualifikation zur C-Weltmeisterschaft
Die Qualifikationsturniere wurden in Nitra und Nové Zámky, Slowakei, ausgetragen.

#### Vorrunde
| Team         | LAT  | BLR | SLO | EST  | Tore  | Pkt. |
| ------------ | ---- | --- | --- | ---- | ----- | ---- |
| 1. Lettland  |      | 2:1 | 9:1 | 13:1 | 25: 3 | 6:0  |
| 2. Belarus   | 1:2  |     | 6:0 | 6:1  | 13: 3 | 4:2  |
| 3. Slowenien | 1:9  | 0:6 |     | 5:1  | 06:16 | 2:4  |
| 4. Estland   | 1:13 | 1:6 | 1:5 |      | 03:24 | 0:6  |

| Team          | SVK  | KAZ  | CRO  | Tore  | Pkt. |
| ------------- | ---- | ---- | ---- | ----- | ---- |
| 1. Slowakei   |      | 6:4  | 15:0 | 21: 4 | 4:0  |
| 2. Kasachstan | 4:6  |      | 12:1 | 16: 7 | 2:2  |
| 3. Kroatien   | 0:15 | 1:12 |      | 01:27 | 0:4  |

#### Finalrunde
| Team          | LAT   | SVK   | KAZ   | BLR   | Tore  | Pkt. |
| ------------- | ----- | ----- | ----- | ----- | ----- | ---- |
| 1. Lettland   |       | 4:3   | 2:3   | (2:1) | 08: 7 | 4:2  |
| 2. Slowakei   | 3:4   |       | (6:4) | 7:2   | 16:10 | 4:2  |
| 3. Kasachstan | 3:2   | (4:6) |       | 2:2   | 09:10 | 3:3  |
| 4. Belarus    | (1:2) | 2:7   | 2:2   |       | 05:11 | 1:5  |

| qualifiziert für die Junioren C-WM: | Lettland Slowakei |

### Vorrunde
| Team              | LAT  | GBR  | NED  | BUL  | Tore  | Pkt. |
| ----------------- | ---- | ---- | ---- | ---- | ----- | ---- |
| 1. Lettland       |      | 16:2 | 14:0 | 25:1 | 55: 3 | 6:0  |
| 2. Großbritannien | 2:16 |      | 6:1  | 8:5  | 16:22 | 4:2  |
| 3. Niederlande    | 0:14 | 1:6  |      | 5:2  | 06:22 | 2:4  |
| 4. Bulgarien      | 1:25 | 5:8  | 2:5  |      | 08:38 | 0:6  |

| Team        | SVK  | DAN  | HUN  | ESP  | Tore  | Pkt. |
| ----------- | ---- | ---- | ---- | ---- | ----- | ---- |
| 1. Slowakei |      | 22:0 | 12:1 | 15:0 | 49: 1 | 6:0  |
| 2. Dänemark | 0:22 |      | 5:4  | 4:0  | 09:26 | 4:2  |
| 3. Ungarn   | 1:12 | 4:5  |      | 10:0 | 15:17 | 2:4  |
| 4. Spanien  | 0:15 | 0:4  | 0:10 |      | 00:29 | 0:6  |

 Nordkorea verzichtete auf eine Teilnahme an der C-Weltmeisterschaft.

### Finale und Platzierungsspiele
| Spiel um Platz 7 |         |          |   |                |  |                    |
| 3. Januar 1994   | Esbjerg | Spanien  | – | Bulgarien      |  | 7:2 (3:2,2:0,2:0)  |
|                  |         |          |   |                |  |                    |
| Spiel um Platz 5 |         |          |   |                |  |                    |
| 3. Januar 1994   | Esbjerg | Ungarn   | – | Niederlande    |  | 11:1 (1:1,7:0,3:0) |
|                  |         |          |   |                |  |                    |
| Spiel um Platz 3 |         |          |   |                |  |                    |
| 3. Januar 1994   | Esbjerg | Dänemark | – | Großbritannien |  | 6:5 (2:2,4:1,0:2)  |
|                  |         |          |   |                |  |                    |
| Finale           |         |          |   |                |  |                    |
| 3. Januar 1994   | Esbjerg | Slowakei | – | Lettland       |  | 6:2 (0:0,3:0,3:2)  |

### Abschlussplatzierung der C-Weltmeisterschaft
| Pl. | Team                 |
| --- | -------------------- |
| 1   | Slowakei             |
| 2   | Lettland             |
| 3   | Dänemark             |
| 4   | Großbritannien       |
| 5   | Ungarn               |
| 6   | Niederlande          |
| 7   | Spanien              |
| 8   | Bulgarien            |
| 9   | Nordkorea (Verzicht) |

### Auf- und Abstieg
| Aufsteiger in die B-Gruppe:    | Slowakei            |
| Absteiger aus der B-Gruppe:    | Rumänien            |
| in die C-Gruppenqualifikation: | Bulgarien Nordkorea |

### Topscorer
| Spieler             | Land     | Tore | Assists | Punkte |
| ------------------- | -------- | ---- | ------- | ------ |
| Miroslav Šatan      | Slowakei | 6    | 7       | 13     |
| Viktors Filatovs    | Lettland | 6    | 6       | 12     |
| Aleksandrs Ņiživijs | Lettland | 5    | 7       | 12     |
| Radoslav Kropáč     | Slowakei | 5    | 6       | 11     |
| Ján Cibuľa          | Slowakei | 7    | 3       | 10     |